# Meliola clavulata
Meliola clavulata är en svampart som beskrevs av Georg Winter 1886. Meliola clavulata ingår i släktet Meliola och familjen Meliolaceae.   Inga underarter finns listade i Catalogue of Life.